# Grimmia alpestris x donniana
Grimmia alpestris x donniana là một loài Rêu trong họ Grimmiaceae. Loài này được Chal. mô tả khoa học đầu tiên năm 1882.

## Hình ảnh

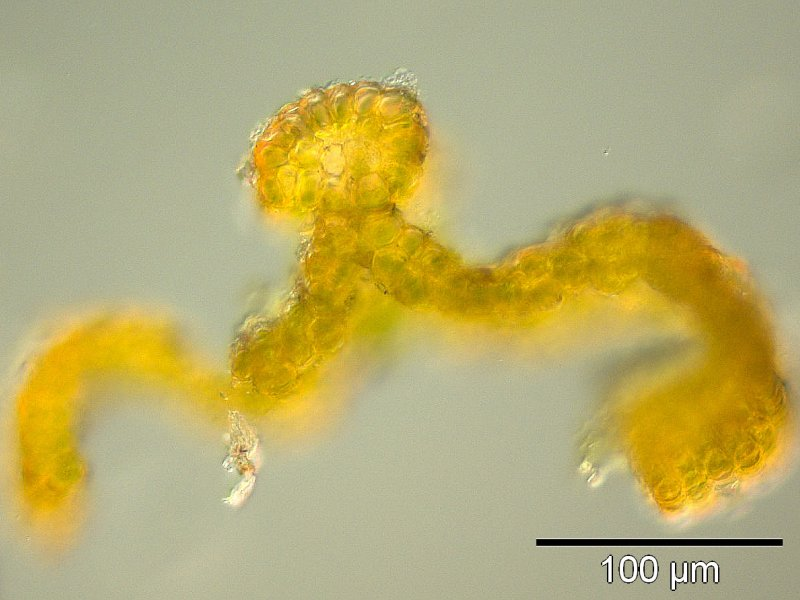
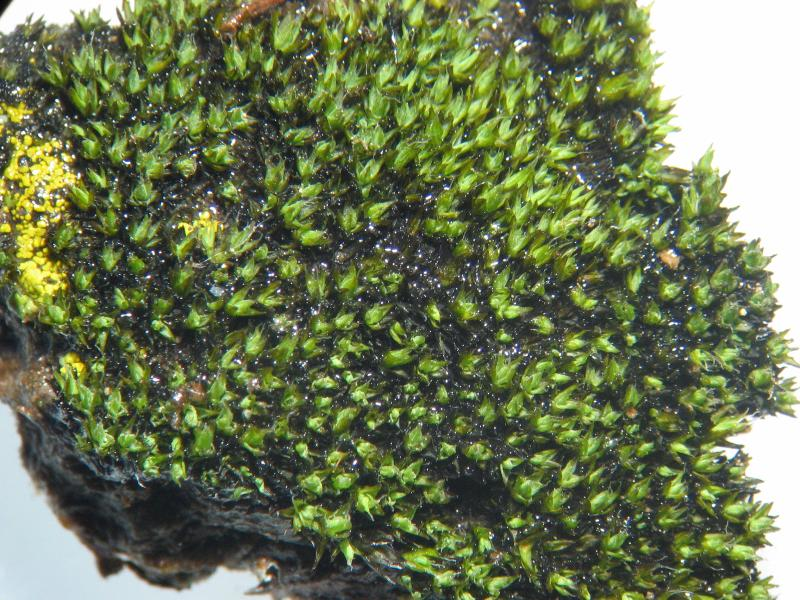
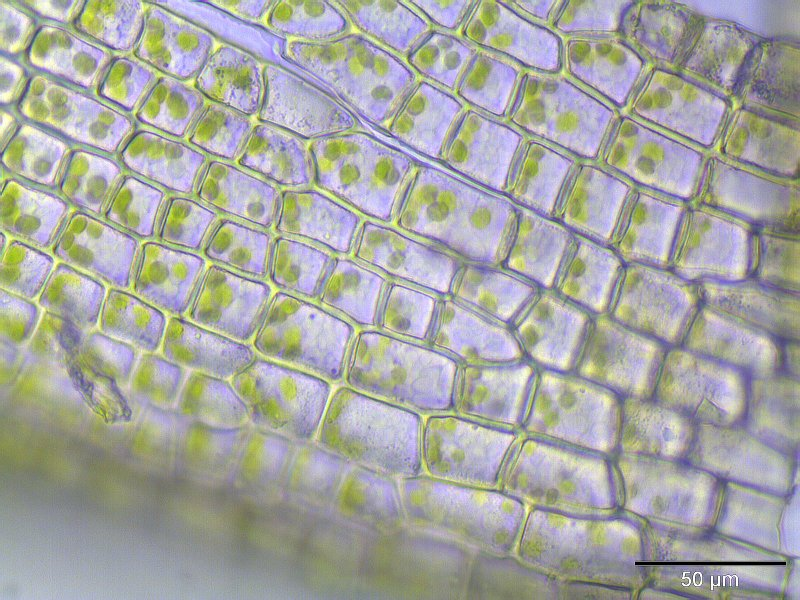
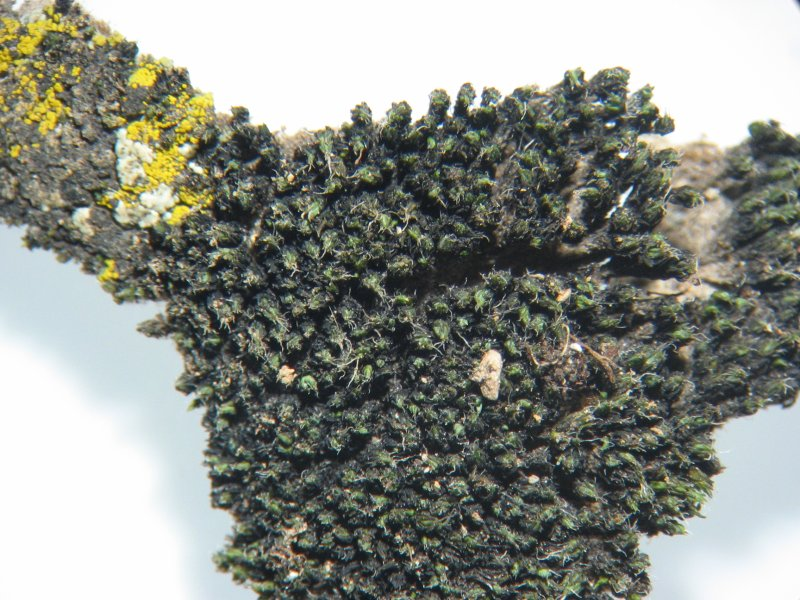